# Рачок Павло Трохимович
Павло́ Трохи́мович Рачо́к (14 серпня 1945 р., смт. Березне, Рівненська область) - український письменник, журналіст, редактор. Член Національної спілки письменників України та Національної спілки журналістів України.

## Біографічні відомості
Павло Трохимович Рачок народився 14 серпня 1945 р. в селищі Березне на Рівненщині в багатодітній сім'ї колгоспників. Закінчив Березнівську середню школу, Рівненський кооперативний та Березнівський лісовий коледж,  факультет журналістики Львівського державного університету ім. Івана Франка. Служив в армії, був там позаштатним кореспондентом газети. Демобілізувавшись, працював будівельником, слюсарем-монтажником, товарознавцем. З 1968 р. – на журналістській роботі в редакції Березнівської районної газети «Надслучанський вісник». Обіймав посади фотокореспондента, старшого кореспондента, завідувача відділу. Редактор відділу соціально-економічних проблем.Член Національної спілки журналістів України. Був членом громадської ради при Березнівській районній державній адміністрації (2015-2017 роки). Секретар Рівненської обласної організації Національної спілки журналістів України

## Творчість
Перший вірш опубліковано в районній газеті, коли Павло Рачок навчався у шостому класі. 
Чимало віршів покладено на музику. Вийшов у світ пісенник "Запрошення до пісні", який вмістив 25 пісень Павла Рачка на музику Володимира Козака. Збірка поезій "Полудень" отримала схвальний відгук письменника Андрія Кондратюка.
Нагороджувався Золотою медаллю української журналістики та Почесним знаком НСЖУ Відзначений обласною журналістською премією імені Михайла Горопахи (2015).

## Твори

### Поетичні збірки
- “Любисток для матері” (1992)
- “Храми душі” (1993)
- «Полудень» (1996)
- «До чистих джерел» (1998)
- «Ностальгія» (2001)
- «Посію руту» (2005)
- «Осіння сповідь» (2006)
- «Дзвіниця» (2007)
- «Сонячне коло» (2008)
- «Співанка вітру» (2009)
- «Зойк білокрилих птиць» (2010)[10]
- "На кладці сумнівів" (2012)
- "Запрошення в пісню" (2015)

### Для дітей
- «Ти Петрусь і я – Петрусь»,
- «Хто в домі хазяїн…»

### Документальна проза
- «Проростає гвоздиками пам’ять» (2008)